# Oblast autonome kalmouk

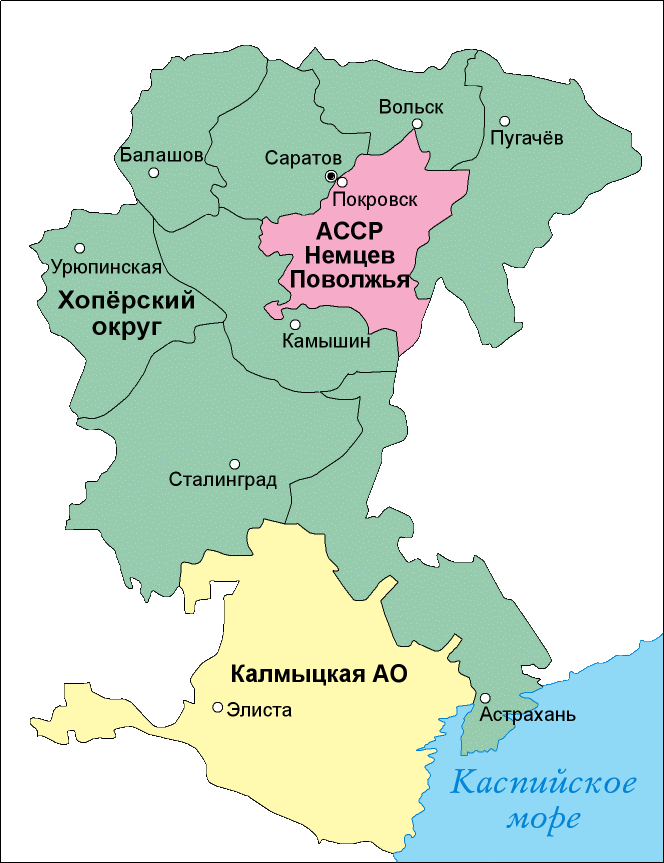
En jaune, l'Oblast autonome kalmouk.

L’Oblast autonome kalmouk correspond à deux périodes distinctes d'autonomie des Kalmouks au sein de la République socialiste fédérative soviétique de Russie.
D'abord créé en novembre 1920, son centre administratif en est alors Astrakhan. En juin 1928, il est inclus dans le kraï de Basse-Volga qui est scindé en deux en janvier 1934 (le kraï de Saratov et le kraï de Stalingrad). L'oblast autonome kalmouk fait désormais partie du kraï de Stalingrad. En octobre 1935, il est érigé en République socialiste soviétique autonome kalmouke (abolie en 1943).
En janvier 1957, l'oblast autonome kalmouk est rétabli, mais cette fois comme partie intégrante du kraï de Stavropol. En 1958, il est séparé de celui-ci et redevient République socialiste soviétique autonome de Kalmoukie.